# 黄瓜园站
黄瓜园站是一个成昆铁路元昆段上的车站，位于云南省楚雄彝族自治州元谋县黄瓜园镇，建于1970年，邮政编码为651308。
黄瓜园目前为四等站，隶属昆明铁路局管辖，北上距攀枝花站91公里，成都站840公里，南下距广通站107公里，昆明站260公里。该站仅办理攀枝花与昆明间普慢列车的旅客乘降；货运仅办理专用线、专用铁路货运作业，主要到达品为建材、石油、化肥类，主要发送品为铜矿石及冬早蔬菜:397。
车站设有5条股道，站舍总面积9956平方米。站内设有通往西部物联集团河楚雄矿冶有限公司黄瓜园转运站的专用线，建于1981年:391,397。此外站内设有黄瓜园烈士陵园:239。
2016年9月17日上午，位于黄瓜园站上行咽喉处的朱布中桥被泥石流损毁，导致线路中断6天。
2020年5月26日原成昆铁路沿金沙江段（花棚子～红江）废线后，车站成为尽头站。